# Championnat de Somalie de football 2016-2017
Navigation
Edition précédente Edition suivante
La saison 2016-2017 du Championnat de Somalie de football est la 44e édition du championnat de première division nationale. Les dix clubs engagés sont regroupés au sein d'une poule uniquem où ils s'affrontent à deux reprises au cours de la saison. À l'issue du championnat, les deux derniers du classement sont relégués et remplacés par les deux meilleurs clubs de deuxième division.
C'est le Dekedaha Football Club qui remporte la compétition cette saison après avoir terminé en tête du classement final, avec cinq points d'avance sur Banaadir Sports Club. Il s'agit du troisième titre de champion de Somalie de l'histoire du club.

## Participants
- Elman Football Club
- Mogadiscio United - Promu de Second Division
- Barige Dhexe FC - Promu de Second Division
- Banaadir Sports Club
- Horsed Football Club
- Jeenyo United
- Dekedaha Football Club
- Gaadiidka FC
- Waxool FC - Promu de Second Division
- Heegan Football Club

## Compétition

### Classement
Le classement est établi sur le barème de points classique (victoire à 3 points, match nul à 1, défaite à 0). Pour départager les égalités, on tient d'abord compte de la différence de buts générale, puis du nombre de buts marqués, puis des confrontations directes.
| Rang | Équipe                 | Pts | J  | G  | N | P  | Bp | Bc | Diff |
| ---- | ---------------------- | --- | -- | -- | - | -- | -- | -- | ---- |
| 1    | Dekedaha Football Club | 39  | 18 | 11 | 6 | 1  | 39 | 11 | +28  |
| 2    | Banaadir Sports ClubT  | 34  | 18 | 10 | 4 | 4  | 33 | 14 | +19  |
| 3    | Elman Football ClubC   | 32  | 18 | 9  | 5 | 4  | 38 | 14 | +24  |
| 4    | Heegan Football Club   | 32  | 18 | 9  | 5 | 4  | 26 | 17 | +9   |
| 5    | Horsed Football Club   | 29  | 18 | 7  | 8 | 3  | 20 | 16 | +4   |
| 6    | Jeenyio United         | 26  | 18 | 6  | 8 | 4  | 30 | 25 | +5   |
| 7    | Gaadiidka FC           | 24  | 18 | 6  | 6 | 6  | 40 | 20 | +20  |
| 8    | Waxool FCP             | 12  | 18 | 3  | 3 | 12 | 14 | 40 | -26  |
| 9    | Barige Dhexe FCP       | 11  | 18 | 3  | 2 | 13 | 10 | 47 | -37  |
| 10   | Mogadiscio UnitedP     | 7   | 18 | 2  | 1 | 15 | 12 | 58 | -46  |

|  | Qualification pour la Coupe Kagame inter-club 2018                                    |
|  | Relégation directe en Second Division                                                 |
|  | T : Tenant du titre C : Vainqueur de la Coupe de Somalie P : Promu de Second Division |

## Bilan de la saison
| Championnat de Somalie de football 2016-2017 |                                   |
| Champion                                     | Dekedaha Football Club (3e titre) |
| Coupes et trophées                           |                                   |
| Vainqueur de la Coupe de Somalie 2016-2017   | Elman Football Club               |
| Qualifications continentales                 |                                   |
| Ligue des champions de la CAF 2018           | Aucun                             |
| Coupe de la confédération 2018               | Aucun                             |
| Coupe Kagame inter-club 2018                 | Dekedaha Football Club            |
| Promotions et relégations                    |                                   |
| Promus en First Division                     | Batroolka FC                      |
| Promus en First Division                     | Madbacadda FC                     |
| Relégués en Second Division                  | Barige Dhexe FC                   |
| Relégués en Second Division                  | Mogadiscio United                 |